# Hans Janowitz
Pour les articles homonymes, voir Acar.
Hans Janowitz est un scénariste allemand, né le 2 décembre 1890 à Poděbrady et mort le 25 mai 1954  à New York.

## Filmographie partielle
- 1920 : Ewiger Strom de Johannes Guter
- 1920 : Le Cabinet du docteur Caligari de Robert Wiene
- 1920 : Le Crime du docteur Warren (Der Januskopf) de Friedrich Wilhelm Murnau
- 1921 : Die schwarze Pantherin de Johannes Guter
- 1921 : Marizza, genannt die Schmugglermadonna de Friedrich Wilhelm Murnau
- 1923 : L'Appel de l'enfant (Das brennende Geheimnis) de Rochus Gliese